# Jules Theeuwes
Jules Theeuwes (Wiekevorst - België, 1944 – Amsterdam, 6 november 2012) was hoogleraar arbeidseconomie aan de Universiteit van Amsterdam en directeur van het onderzoeksinstituut SEO Economisch Onderzoek.
Hij promoveerde in 1975 aan de economische faculteit van de University of British Columbia in Vancouver na studies aan UFSIA (Antwerpen) en KU Leuven (Leuven).
Theeuwes trad in 1998 aan bij het SEO waar hij wetenschappelijk directeur werd. Daarna werd hij in 2002 lid van de Wetenschappelijke Raad voor het Regeringsbeleid, om in 2006 terug te keren naar SEO. 
Theeuwes was een graag geziene gast bij RTL Z voor het programma De Kijker aan Z. Ook heeft hij wetenschappelijke publicaties op zijn naam staan. Die liggen op het terrein van de arbeidsmarkteconomie, de economie van de vergrijzing, de economische analyse van het recht en de economische aspecten van mededinging en regulering.
Tot enkele weken voor zijn dood was hij ondanks zijn ziekte nog volop aan het werk. 